# Tanystylum philippinensis
Tanystylum philippinensis är en havsspindelart som beskrevs av Child, C.A. 1988. Tanystylum philippinensis ingår i släktet Tanystylum och familjen Ammotheidae. Inga underarter finns listade i Catalogue of Life.